# Малин (кружево)

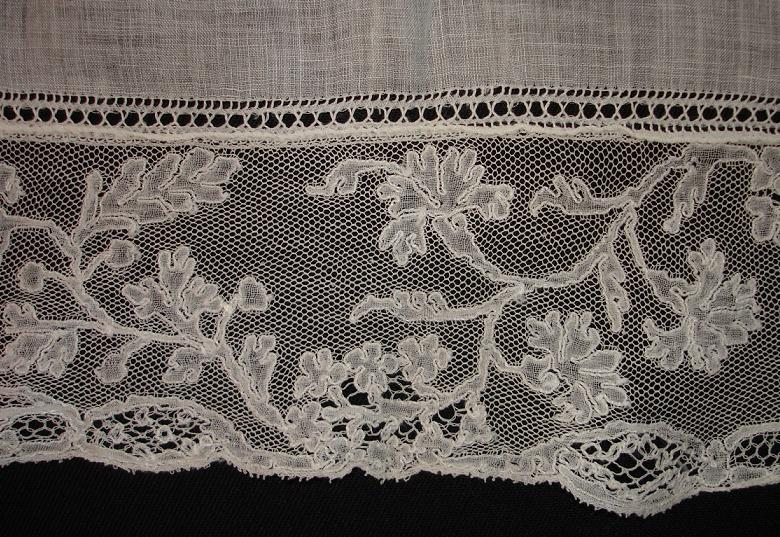
18-й век

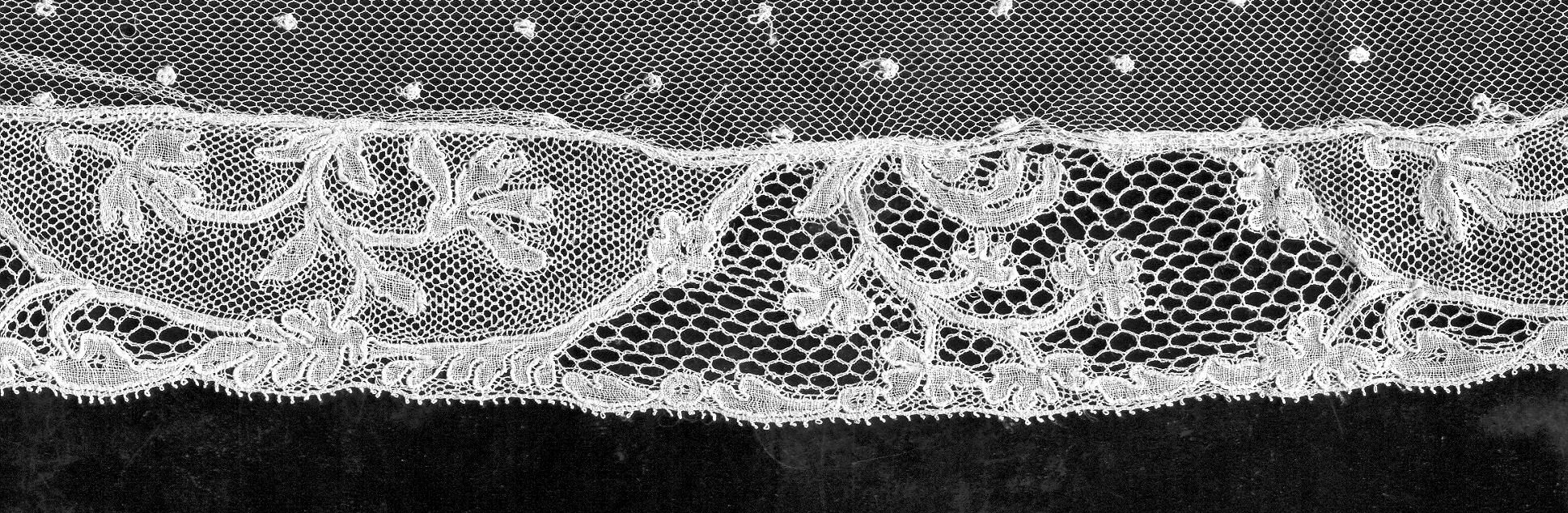
18-й век

 Мехельнское кружево или малин — это коклюшечное кружево, изначально производимое в Мехелене, Бельгия. Это один из самых известных видов фламандских кружев. Оно делается очень тонким, прозрачным и особенно красиво смотрится, когда носится поверх одежды другого цвета. Кроме Мехелена его делали в Антверпене, Лире и Тюрнхауте. Малин чаще всего использовали для отделки ночных гарнитуров, манжет и пошивки жабо.
Название малин кружево получило от французской версии названия города Мехелен — Малин (фр. Malines).
Мехельнское кружево или кружево малин известно своими цветочными мотивами. Оно очень напоминает Брюссельское кружево, однако, в отличие от него, было цельным, а не составленным из фрагментов.

## В России
С 1725 года в Новодевичьем монастыре в Москве существовала «школа», в которой брабантские монахини, приглашенные еще Петром I, обучали плетению, шитью и вязанию кружев всех, существовавших на тот момент типов — венецианского гипюра, шантильи, малин, блонд и другие. «Школа» просуществовала до 1812 года.